# Coniscos
Os Coniscos (Caristes ou Conisci) são uma das tribos galegas que ocuparam a zona de actual da Biscaia e Alava, alguns admitem ser uma das tribos que originaram os actuais bascos.
Julga-se que esta tribo é originária do sul de Portugal descendente dos cónios.